# Малиновка (Рованичский сельсовет)
Малиновка (бел. Малiнаўка) — опустевшая деревня в Червенском районе Минской области Беларуси. Входит в состав Рованичского сельсовета.

## Географическое положение
Расположена в 22 километрах к северо-востоку от Червеня, в 84 километрах от Минска.

## История
На 1885 год в составе Юровичской волости Игуменского уезда Минской губернии. Согласно переписи населения Российской империи 1897 года здесь существовало две усадьбы, насчитывавшие 7 дворов, где проживал 51 человек. На начало XX века населённый пункт существовал как урочище, где был 1 двор и 24 жителя. На 1917 год фольварок в Хуторской волости, здесь был 1 двор, проживали 17 человек (12 мужчин и 5 женщин) (также на территории волости было урочище Малиновка, где было 2 двора и 10 жителей). 20 августа 1924 года вошла в состав вновь образованного Рованичского сельсовета Червенского района Минского округа (с 20 февраля 1938 — Минской области). На 1960 год население деревни составило 45 человек. В 1966 году в состав Малиновки была включена соседняя деревня Бизовка. На 1997 год в Малиновке был один жилой дом и один постоянный житель. На 2013 год постоянных жителей нет.

## Население
- 1897 — 7 дворов, 51 житель
- 1908 — 1 двор, 24 жителя
- 1917 — 1 двор, 17 жителей
- 1960 — 45 жителей
- 1997 — 1 двор, 1 житель
- 2013 — постоянное население не учтено